# Winkelrahmenbühne
Die Winkelrahmenbühne entstand zu Beginn des 16. Jahrhunderts im Zuge des Aufkommens fest eingerichteter Theatersäle in Italien und Frankreich.  Sie besteht aus einer relativ schmalen Spielfläche, hinter der sich eine leicht ansteigende Dekorationsfläche mit perspektivischer Malerei befindet.
Entsprechend der überlieferten Theatertradition und ihren Gattungen gab es die Scena Tragica (Bühnenbild der Tragödie), Comica (Bühnenbild der Komödie) und Satyrica (Bühnenbild der vom antiken Satyrspiel herstammenden pastoralen Idyllen), wobei das tragische Bühnenbild Herrschaftshäuser, das komische Bürgerhäuser und das satyrische Grotten, Wälder und sonstige Formen von Landschaft darstellte.
Die Winkelrahmenbühne ist eng an die Entwicklung der damaligen Malerei und Baukunst angelehnt (siehe Zentralperspektive, Chiaroscuro) und stellt für die Theaterszene erstmals eine systematische Bild-Ordnung des Raumes her. Ihr Nachfolger ist die barocke Kulissenbühne. Der Bühnenbildner und Architekt Sebastiano Serlio (1475–1554) war ihr bedeutendster Verfechter. 